# 우빈
우빈(于斌, 1901년 4월13일~1978년 8월16일)은 중국 천주교 남경교구 총주교였다. 대한민국 독립 운동에 기여한 공로가 인정되어 1969년 건국훈장 대통령장에 추서되었다.

## 대한민국 독립운동 공적 개요
- 기관지 익세보를 통해 조선의 독립운동을 선전했다.
- 1940년 중국 350만 천주교도에게 총동원령을 내려 조선의 독립운동을 후원했다.
- 1942년 한국 광복군에 2만원을 지원했다.
- 한중문화협회 명예이사로 활동했다.
- 1943년 중국 국민정부의 임시정부 승인을 위해 노력했다.[2]